# Cserépalja
Cserépalja (szerbül Црепаја / Crepaja) település Szerbiában, a Vajdaságban, a Dél-bánsági körzetben, Antalfalva községben.

## Fekvése
A Nagykikinda–Nagybecskerek–Pancsova-vasútvonal mentén, Pancsova északi szomszédjában, Torontálvásárhely és Ferenchalom közt fekvő település.

## Története
Cserépalja a török hódoltság alatt már fennállt, és ez időből a község közepén fennmaradt egy, a templom előtt látható közkút, mely terméskőből épült s jelenleg is használatban van. A hódoltság végén azonban a település elpusztult, és a Mercy-féle térképen is a pancsovai kerületben, az elpusztult helyek között szerepel, Vel Schrepaia néven.
1750-től a délmagyarországi bérlők társasága bérelte Mala Czrepaja és Welika Czrepaja nevű pusztákat. mely helységet 1752-ben báró Engelshofen temesvári kormányzó telepítette, 100 szerb határőrcsaláddal.
1767-ben a település a németbánsági Határőrvidék megalakításával, a 12. számú németbánsági határőrezred egyik századának székhelye lett és 1774-ben, az ezredparancsnokság rendelkezésére számos szerb határőr költözött ide Pancsováról, Kubinból és Bavanistyéről.
1866-ban, majd 1910-ben is súlyos kolerajárvány pusztított a településen.

## Népesség

### Demográfiai változások
| 1948 | 1953 | 1961 | 1971 | 1981 | 1991 | 2002 | 2011 |
| ---- | ---- | ---- | ---- | ---- | ---- | ---- | ---- |
| 4641 | 4914 | 5516 | 5289 | 5369 | 5128 | 4855 | 4364 |

## Népszokások
A település Vodicza nevű kút-kápolnájánál minden év pünkösd másnapján - régi szokás szerint - beszentelik a szőlőtermést.

## Nevezetességek
- Görögkeleti temploma - 1822-ben épült